# Famille von Platen
Pour les articles homonymes, voir Von Platen.
Ne doit pas être confondu avec Famille von Platen (Brandebourg).
 (septembre 2024).
Si vous disposez d'ouvrages ou d'articles de référence ou si vous connaissez des sites web de qualité traitant du thème abordé ici, merci de compléter l'article en donnant les références utiles à sa vérifiabilité et en les liant à la section « Notes et références ».
La famille von Platen est une famille de la haute noblesse de Poméranie originaire de l'île de Rügen, mentionnée en 1252 avec dominus Otto, advocatus du prince Jaromar II de Rügen (1218-1260) qui se fait aussi connaître sous le nom d' Otto de Plata. Il existe une branche aînée en Suède et une branche au Danemark.
La branche cadette obtient le comté de Hallermund en Basse-Saxe actuelle, au début du XVIIIe siècle. Elle est toujours représentée en Allemagne.
Cette famille ne doit pas être confondue avec une autre famille von Platen, originaire de la Marche.

## Histoire
Granza von Platen fait construire en 1170 le manoir de Granskevitz (près de Schaprode, à l'extrémité occidentale de l'île de Rügen). Il restera pendant près de huit siècles possession directe de la famille (jusqu'en 1945), et est toujours en possession de descendants, la famille von Schultz, par le mariage de Margarete von Platen. Le propriétaire actuel est depuis 1991 Karl von Schultz.
Le domaine de Rheinsberg appartient aux barons von Platen en 1418. Medeyo von Platen construit un manoir et achète le domaine en deux parts à la famille von Arnim et le reste à la famille von Restorf. Il est acquis par les comtes von Lindow à la fin du XVe siècle.

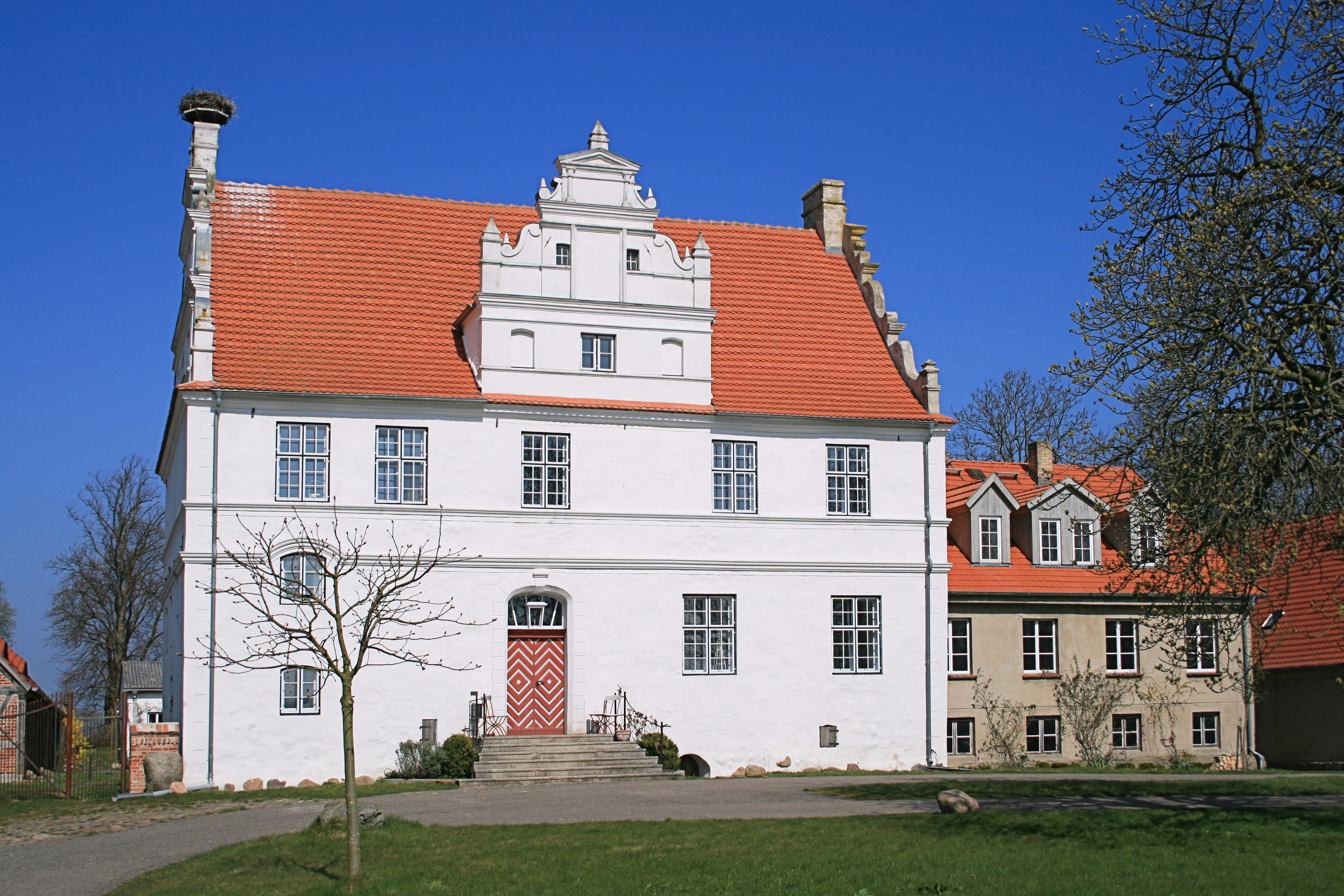
Manoir de Venz sur l'île de Rügen

Georg von Platen acquiert les terres de Venz à Trent (île de Rügen) en 1486 et ses descendants construisent le manoir actuel entre le XVIe siècle et le XVIIe siècle. Ils font aussi construire en 1608 le manoir de Zubzow à Trent et en 1800 le manoir de Silenz à Kluis. Le manoir de Reischvitz, au centre de l'île à Parchtitz, est possession des Platen de 1783 à 1945 et à nouveau depuis 1992. Bogislav von Platen et son épouse Margarethe sont redevenus propriétaires depuis la réunification.
La plupart des branches de la famille portent le nom von Platen. Une seule branche de la lignée cadette fut élevée au rang de comte du Saint-Empire: Avec François Erneste (Franz Ernst) baron von Platen (1631–1709) la lignée de Granskevitz de l'île de Rügen entra au service de la Maison de Brunswick.

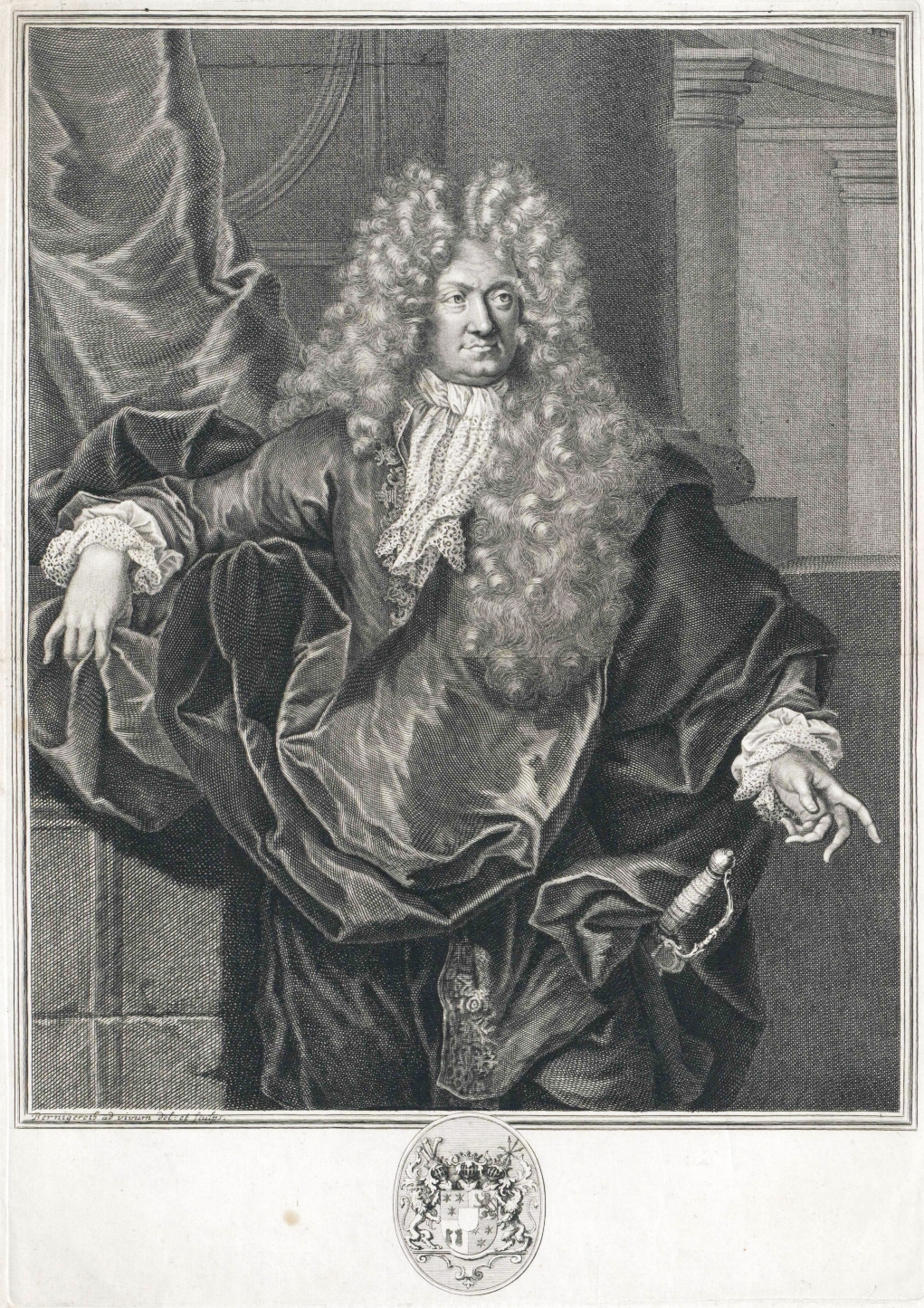
François Erneste, comte de Platen-Hallermund (1631–1709), premier ministre de l'électorat de Brunswick-Lunebourg (Hanovre)

En 1673, il épousa Clara Elisabeth von Meysenbug, une dame un peu scandaleuse, maîtresse de son employeur, Ernest-Auguste, électeur de Hanovre (et père de George Ier de Grande-Bretagne) et devient tuteur des fils de l'électeur. Les deux enfants que sa femme a bientôt mis au monde, Ernest-Auguste (1674-1726) et Sophie Charlotte (1675-1725), étaient en fait des enfants de l'électeur, mais étaient officiellement considérés comme des enfants légitimes de Franz Ernst von Platen, qui les reconnaissait également et leur a donné son nom de famille. Il fit rapidement carrière. En 1689, à la suggestion de l'électeur, il fut élevé au rang de comte du Saint-Empire par l'empereur Léopold Ier et en même temps, en tant que conseiller privé, au rang de premier ministre de l'électeur Ernest-Auguste. Il fit construire le château de Linden près de Hanovre. L'électeur Ernest-Auguste mourut en 1698 et fut remplacé par son fils George Guillaume, l'ancien élève de Platen. George confia à Platen le comté de Hallermund, un petit territoire près de Hildesheim qui au Moyen Âge avait le statut d'immédiateté impériale et faisait désormais partie d'un terrain de chasse du souverain, mais a été relancé pour des raisons de statut. Depuis lors, le comté appartient au cercle impérial de Basse-Rhénanie-Westphalie et le comte de Platen a pu devenir membre du collège des comtes impériaux de Basse-Rhénanie-Westphalie et a ainsi obtenu un siège et un vote au conseil impérial des princes de la Diète d'Empire (Reichstag). Alors qu'Ernest-Auguste de Platen succéda à son père décédé comme comte impérial en 1709 et servit son demi-frère George Guillaume dans diverses hautes fonctions, celui monta sur le trône britannique en 1715 sous le nom de George I, succédant à la reine Anne.
Son fils, le comte George Louis de Platen-Hallermund (1704-1772) devint lieutenant général sous son cousin George II et acquit des domaines dans le Schleswig-Holstein, notamment le domaine de Weissenhaus à Wangels. Le château est devenu un hôtel et a été vendu en 2005, mais la famille vit toujours sur la domaine Friederikenhof à proximité.

## Personnalités
- Hans Friedrich von Platen (1668-1743), général prussien
- Dubislaw von Platen (1714-1787), général prussien
- Leopold Johann von Platen (de) (1726-1780), général prussien
- Wilhelm von Platen (de) (1816-1870), administrateur de l'arrondissement de Rügen
- Christoph von Platen (de) (1838-1909), membre de la chambre des seigneurs de Prusse
- Julius von Platen (de) (1853-1922), général prussien
- Karl von Platen-Hallermund (de) (1857-1922), administrateur de l'arrondissement de Segeberg
- Georg von Platen-Hallermund (de) (1858-1927), membre de la chambre des seigneurs de Prusse